# غيدو ألفارينغا
غيدو ألفارينغا (بالإسبانية: Guido Alvarenga)‏ ولد 24 أغسطس 1970 في أسونسيون، هو لاعب كرة قدم باراغواياني سابق كان يلعب كلاعب وسط. سبق له أن لعب في كأس العالم لكرة القدم مع منتخب بلاده.

## المسيرة الاحترافية

### أندية لعب لها
- بانفيلد
- الجامعي دي بيرو
- سيرو بورتينو
- كاواساكي فرونتال
- ليبيرتاد
- أوليمبيا أسونسيون

## روابط خارجية
- غيدو ألفارينغا على موقع الاتحاد الدولي (مؤرشف)  (الإنجليزية)
- غيدو ألفارينغا على موقع رابطة كرة القدم اليابانية للمحترفين (اليابانية)
- غيدو ألفارينغا على موقع قاعدة بيانات كرة القدم.إي يو (الإنجليزية)
- غيدو ألفارينغا على موقع ناشيونال فوتبول تيمز (الإنجليزية)
- غيدو ألفارينغا على موقع Soccerway.com (الإنجليزية)
- غيدو ألفارينغا على موقع عالم كرة القدم.نت (الإنجليزية)
- غيدو ألفارينغا على موقع أوليمبيديا (الإنجليزية)